# Кундуштур (деревня, Ронгинское сельское поселение)
Кундуштур (мар. Кундыштӱр) — деревня в Советском районе Республики Марий Эл. Входит в состав Ронгинского сельского поселения.

## География
Находится в центральной части республики Марий Эл на расстоянии приблизительно 11 км по прямой на юго-восток от районного центра посёлка Советский недалеко от деревни Большой Ашламаш.

## История
Деревня основана в 1890 году как был выселок из деревни Ашламаш (ныне Большой Ашламаш и Малый Ашламаш). В 1925 году в Кундуштуре было 16 хозяйств с населением 142 человека. В советское время работал колхоз «Йошкар кундем» (позже СПК «Мир»).

## Население
Население составляло 50 человек (96 % мари) в 2002 году, 53 в 2010.